# Wolica (powiat jędrzejowski)
Wolica – wieś w Polsce położona w województwie świętokrzyskim, w powiecie jędrzejowskim, w gminie Jędrzejów.
| SIMC    | Nazwa    | Rodzaj    |
| ------- | -------- | --------- |
| 0240968 | Karczma  | część wsi |
| 0240974 | Kopaniny | część wsi |
| 0240856 | Rakówek  | kolonia   |

Wieś duchowna Wolica Kamieńska, własność opactwa cystersów jędrzejowskich, położona była w drugiej połowie XVI wieku w powiecie ksiąskim województwa krakowskiego. W latach 1975–1998 miejscowość należała administracyjnie do województwa kieleckiego.
W Wolicy urodzili się major Stanisław Hejnich (kawaler Orderu Virtuti Militari, ofiara zbrodni katyńskiej) i ksiądz profesor Daniel Olszewski.